# Boguszów-Gorce
 (mai 2019).
Si vous disposez d'ouvrages ou d'articles de référence ou si vous connaissez des sites web de qualité traitant du thème abordé ici, merci de compléter l'article en donnant les références utiles à sa vérifiabilité et en les liant à la section « Notes et références ».
Pour les articles homonymes, voir Gorce.

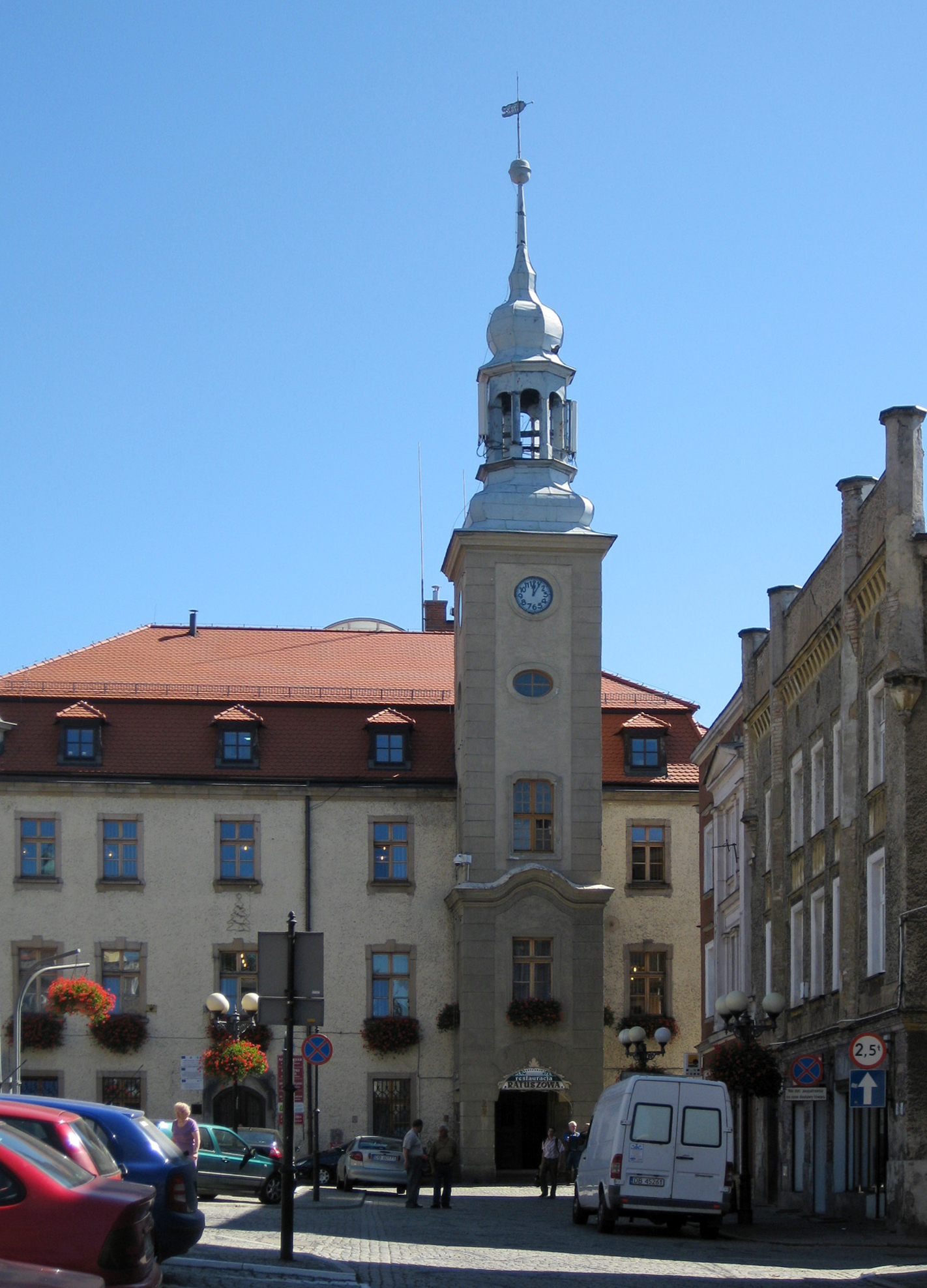
Boguszów-Gorce en 2009

Boguszow-Gorce [bɔguʂuf gɔrtsɛ] (allemand: Gottesberg-Rothenbach) est une ville du powiat de Wałbrzych, en Basse-Silésie, dans le sud-ouest de la Pologne. Avant 1945, elle était en territoire allemand.
La ville se trouve à environ 7 km à l'ouest de Walbrzych, et à 72 kilomètres au sud-ouest de la capitale régionale de Wrocław.
En 2006, la ville a une population de 16 687.